# Císařovna vdova Li
Císařovna vdova Li (čínsky pchin-jinem Lǐ, znaky 李; 1546–1614), posmrtným jménem císařovna Siao-ting (čínsky v českém přepisu Siao-ting tchaj-chou, pchin-jinem Xiàodìng tàihòu, znaky 孝定太后), byla čínská císařovna vdova, jedna z vedlejších manželek Lung-čchinga, císaře čínské říše Ming a matka jeho nástupce Wan-liho. Po úmrtí Lug-čchinga stanula namísto nedospělého Wan-liho v čele vlády a vedla výchovu císaře, zatímco velký sekretář Čang Ťü-čeng a nejvýše postavený eunuch císařského paláce Feng Pao řídili státní správu. Do politiky se nevměšovala, kromě sporu o jmenování následníka trůnu (formálně však rodinné záležitosti císařského rodu), v němž podporovala práva císařova nejstaršího syna. Namísto politiky se soustředila na náboženství: byla zbožnou buddhistkou, obklopila se předními buddhistickými mnichy tehdejší doby a svým vlivem i finančními prostředky rozsáhle podporovala buddhistické kláštery, především v 70. a 80. letech a v poněkud menší míře i po roce 1601.

## Život
Paní Li se narodila roku 1546, byla dcerou Li Weje († 1584), zedníka z pekingského předměstského okresu Chuo, potomka vojáků začátkem 15. století přesídlených ze Šan-si k Pekingu. Dostalo se jí dobrého vzdělání a od roku 1550 patřila mezi služebné, později konkubíny Lung-čchinga, korunního prince čínské říše Ming a od roku 1567 císaře. Roku 1563 se jí narodil syn Ču I-ťün, Lung-čchingův třetí, oba starší (od jiných žen) však zemřeli v dětství v letech 1559 a 1562. Ču I-ťün obdržel titul knížete z Jü, roku 1568 byl jmenován korunním princem. S Lung-čchingem měla ještě jednoho syna, Ču I-lioua, od roku 1571 knížete z Liou a tři dcery – Ču Jao-e (朱堯娥, 1565–1590), Ču Jao-jing (朱堯媖, 1567–1594 a Ču Jao-jüan (朱堯媛, † 1629) které obdržely tituly princezny Šou-jang (壽陽公主), princezny Jung-ning (永宁公主) a princezny Žuej-an (瑞安公主).
Po nástupu Lung-čchinga na trůn byla povýšena na urozenou dámu (kuej-fej). Těšila se císařově přízni, ale dokázala udržet dobré vztahy s jeho (bezdětnou) císařovnou, jinak hlavní soupeřkou o císařovu pozornost. Obratnost a moudrost, s níž dokázala spolupracovat se soupeři a konkurenty, projevovala celý život a nemálo přispěla k jejím úspěchům. Byla schopná, moudrá, rozhodná, ale citlivá a schopná se omezit a nepřekračovat své kompetence.
Roku 1572 Lung-čching zemřel a na trůn nastoupil její syn Ču I-ťün jako císař éry Wan-li. Paní Li dostala titul císařovny vdovy a v souladu se zákony během nezletilosti svého syna stanula v čele vlády. Vytvořila spojenectví s prvním velkým sekretářem Čang Ťü-čengem a nejvýše postaveným eunuchem císařského paláce Feng Paoem; trojice pak společně vládla mingské říši - Čang kontroloval vládu, Feng Pao císařské eunuchy a paní Li dohlížela na Wan-liho výchovu, přičemž se nevměšovala do politického rozhodování. Do roku 1578 se, na žádost vlády, více než ve svém paláci císařovny vdovy zdržovala v paláci císaře, aby dohlížela na jeho výchovu. Vedla ho ke studiu, zodpovědnosti a skromnosti. Vychovávala ho s velkou péčí, ale i přísností. Wan-liho synovská oddanost a respekt k matce vypěstovaný přísnou výchovou mu celoživotně bránily otevřeně jí odporovat.
Aliance paní Li, Čang Ťü-čenga a Feng Paoa úspěšně vládla zemi deset let, do Čangovy smrti roku 1582. Pozice v čele vlády ji přinesla prestiž a uznání, i když v souladu s pravidly stanovenými prvním mingským císařem Chung-wuem se politiky stranila a pouze ojediněle se do ní pokoušela zasáhnout: například, kvůli její buddhistické víře ve špatnost jakéhokoliv zabíjení, požádala Čang Ťü-čenga o dočasné zrušení trestu smrti; nicméně po jeho odmítnutí s tím, že je nutné dodržovat platné právo, na své žádosti netrvala. Na informaci o šetření jejího otce a bratra kvůli korupci nereagovala jejich podporou, ale otci poslala zednické náčiní, jako připomínku jeho původu. I po Čang Ťü-čengově smrti a odvolání Feng Paoa si uchovala vliv, když vytvořila alianci s Čangovými nástupci, velkými sekretáři Šen Š’-singem, Sü Kuoem a Wang Si-ťüeem.
Namísto politické angažovanosti se obrátila k náboženství. Byla zbožnou buddhistkou, podporovala rekonstrukce a výstavbu mnoha buddhistických klášterů, dávala velké dary buddhistickým mnichům a klášterům. Stylizovala se do role bóddhisatvy Kuan-jin (Avalokitéšvary) a byla s ním ztotožňována. Finančně náročné stavební akce pod její patronací probíhaly zejména v 70., 80. a první polovině 90. let. Její podpora se zpočátku týkala především buddhistů Pekingu a okolí, postupně však rozšířila své aktivity i do Ťiang-nanu a dalších vzdálenějších regionů. Od poloviny 90. let, zřejmě v důsledku roztržky s císařem kvůli sporu o jmenování následníka trůnu, byla schopna financovat pouze relativně málo akcí. Více prostředků měla k dispozici až po urovnání vztahů s císařem po jmenování následníka roku 1601, i když rozmachu svých aktivit v první polovině Wan-liho vlády se již nevyrovnala.
Roku 1586 se otevřela otázka nástupnictví, když císařova oblíbená konkubína paní Čeng porodila syna Ču Čchang-süna (1586–1641) a byla povýšena na „císařskou urozenou dámu“ (chuang-kuej-fej), což ji stavělo jen o stupeň níže než císařovnu Wang a výše než kteroukoliv jinou z jeho konkubín, včetně paní Wang, matky císařova nejstaršího syna Ču Čchang-luoa (1582–1620). Pro okolí bylo z toho zřejmé, že by si přál za následníka spíše syna paní Čeng než Ču Čchang-luoa. Úředníci žádali jmenování následníka trůnu, přičemž řada z nich s poukazem na zákony vyžadovala jmenování Ču Čchang-luoa, někteří však stanuli na straně panovníka a paní Čeng. Císař rozhodnutí odkládal a debaty a spory trvaly do roku 1601, kdy panovník jmenoval následníkem Ču Čchang-luoa. Ve sporu císařovna-matka Li i císařovna Wang podporovaly paní Wang i jejího syna. Když císař argumentoval, že jeho nejstarší syn je synem pouhé palácové služebnice, namítla, že i on, Wan-li, je synem pouhé služebné. Její veřejná i zákulisní podpora císařovny a paní Wang vyvažovala panovníkovo protežování paní Čeng. Paní Li přitom se přitom opírala o zákony stanovené prvním mingským císařem Chung-wuem, které jmenování císařovny i korunního prince považovaly za rodinné záležitosti císařské rodiny, v nichž proto měla císařovna-matka poslední a rozhodující slovo. Kolem ní se časem vytvořila volná skupina podporující její zájmy a zájmy císařova nejstaršího syna, sestávající z vysokých úředníků, významných buddhistických mnichů, řadových úředníků, i některých eunuchů.
Kvůli sporu o následníka vznikla mezi císařem a jeho matkou v letech 1595–1604 roztržka, když začátkem roku 1594 se císař uvolil k oficiálnímu zahájení výuky svého nejstaršího syna, nicméně tento ústupek následovaly údery proti císařovně vdově. Roku 1595 byl zatčen a poslán do jižní Číny její blízký důvěrník, buddhistický mnich Chan-šan Te-čching, téhož roku se Wan-li neúčastnil oslav jejích narozenin a následujícího roku degradoval a přeložil do Nankingu vysoce postaveného a respektovaného eunucha Čang Čchenga, spřízněného s rodinou paní Li. Roku 1600 císař udělil vysoký čestný titul taoistovi Keng I-lanovi, který se podílel na zatčení Chan-šan Te-čchinga.
Po jmenování následníka trůnu roku 1601 se vztahy císaře s matkou začaly vylepšovat – roku 1602 obdaroval jejího bratra, hraběte z Wu-čchingu, a roku 1604 nechal vybudovat dva chrámy pro její zdraví. Nadále byly jejich vztahy stabilně dobré, Wan-li ustal v perzekuci buddhistů, na které útočil v předešlém desetiletí, a naopak společně s císařovnou vdovou při různých příležitostech buddhistické mnichy a kláštery podpořil. Císařovna-matka se tak po roce 1604 ve větším měřítku vrátila do veřejného života, když obnovila svou podporu buddhistickým institucím, utlumenou v desetiletí po roce 1594.
Roku 1614 zemřela a obdržela posmrtné jméno „císařovna-vdova Siao-ting“. Pohřbena je společně s Lung-čchingem v hrobce Čchao-ling v areálu mingských císařských hrobek u Pekingu.